# Diaphorus sparsus
Diaphorus sparsus är en tvåvingeart som beskrevs av Van Duzee 1917. Diaphorus sparsus ingår i släktet Diaphorus och familjen styltflugor.
Artens utbredningsområde är New York. Inga underarter finns listade i Catalogue of Life.